# U 96
U 96 är ett tyskt musikprojekt skapat av musikproducenten Alex Christensen (född i Hamburg 7 april 1967) tillsammans med producentlaget Matiz. U 96 var pionjärer inom den europeiska elektroniska dansmusiken i början på 1990-talet med kommersiella framgångar inom techno och eurodance. De slog igenom 1991 med sin tolkning av filmmusiken från filmen Das Boot (1981), kallad Das Boot (technoversion), och fick 1995 en till hit med Club Bizarre.
Till en början ansågs U 96 vara ett relativt kontroversiellt projekt som stod för ett ovanligt sound, annorlunda låttitlar och mystiska musikvideor. Efter hand försvann dock mystiken och projektet gick över till att spela Eurodance.

## Diskografi

### Album
- Das Boot (1992)
- Replugged (1993)
- Club Bizarre (1995)
- Heaven (1996)
- Best of 1991-2001 (2000)
- Reboot (2018)
- Transhuman (2020)

### Singlar
- Das Boot (1991)
- I Wanna Be a Kennedy (1992)
- Ambient Underworld (1992)
- Come 2gether / Der Kommandant (1992)
- Megamix (Das Boot / Kennedy) (1992)
- Night In Motion (1993)
- Love Sees No Colour (1993)
- I Wanna Be a Kennedy Remix (1994)
- Club Bizarre 	(1994)
- Inside Your Dreams (1994)
- Love Religion (1994)
- Boot II (1995)
- Movin' (1995)
- Heaven (1996)
- A Night to Remember (1996)
- Venus In Chains (1996)
- Seven Wonders (1997)
- Energie (1998)
- Beweg Dich, Baby (1998)
- Das Boot 2001 (2000)
- We Call It Love (2003)
- Vorbei (2006)